# Catalino Claudio Giménez Medina
Catalino Claudio Giménez Medina (25 de novembro de 1940) é o Bispo Emérito de Caacupé.
Catalino Claudio Giménez Medina recebeu o Sacramento do Sacerdócio em 15 de outubro de 1972.
Em 8 de novembro de 1991, o Papa João Paulo II o nomeou bispo titular de Horéia e o nomeou para o bispado de Assunção. O arcebispo de Assunção, Felipe Santiago Benítez Ávalos, celebra a ordenação em 22 de dezembro; Os co-sagrantes foram o Pároco do Alto Paraná, Pastor Eustaquio Cuquejo Verga CSsR, e o Bispo de Encarnación, Jorge Adolfo Carlos Livieres Banks. 
Em 3 de junho de 1995, João Paulo II o nomeou Bispo de Caacupé.
Em 29 de junho de 2017, o Papa Francisco aceitou a renúncia de Catalino Claudio Giménez Medina por motivos de idade.